# 温奇
温奇（義大利語：Vinci），是意大利佛罗伦斯省的一个市镇。总面积54.42平方公里，人口14523人，人口密度266.9人/平方公里（2009年）。ISTAT代码为048050。